# 島田樟誠高等学校
島田樟誠高等学校（しまだしょうせいこうとうがっこう）は、静岡県島田市伊太にある私立高等学校で略称は、「樟誠（しょうせい）」「ＳＳ高（えすえすこう）」「ＳＳ校（えすえすこう）」「Ｓ校（えすこう）」「くすのきまこと」など様々である。

## 概要
設置課程・学科は全日制・普通科のみである。3コース（特別進学コース・進学探求コース・キャリア探求コース）に分けそれぞれの進路に向けた教育を行っている。
2018年度より、2コース5系の募集を取りやめ、国公立大学への進学を中心にした「特別進学コース（男女）」と、4年制大学・専門学校への進学を中心にした「進学探求コース（男女）」、就職を中心とした「キャリア探求コース（男女）」の計3コースへの募集となった。
2019年度より、キャリア探求コースも男女共学になる。

## 通学方法
通学方法については、徒歩・自転車・スクールバス・電車など様々な通学方法がある。
スクールバスについては、2018年現在吉田線・藤枝焼津線・金谷線の3本となる。いずれも1か月毎の定期更新で、発着場所により利用料金が異なる。また、一回だけなどの利用が出来ず、定期契約のみである。
2018年現在16時10分発車の便と19時10分の部活動をする生徒に向けたバスもある。
土日祝日・長期休業中（土曜日授業・一斉登校日を除く）はスクールバスの運行はない。

## 沿革
- 1926年12月24日 - 島田高等裁縫女学校が設立される
- 1928年3月 - 島田実践女学校が併設される
- 1935年4月 - 島田実践女学校が島田女子商業青年学校に校名を変更する
- 1941年4月 - 島田女子商業青年学校が島田商業女学校に校名を変更する
- 1944年3月 - 2校が廃止され、財団法人大塚学園大井女子商業学校が設立される
- 1947年4月 - 大井中学校が開校する
- 1948年4月 - 大井実業高等学校に改編される
- 1952年7月 - 島田女子高等学校、島田女子高等学校併設中学校に改称し、法人も島田学園となる
- 1957年3月 - 併設中学校が閉校となる
- 1962年4月 - 島田学園高等学校に校名を変更、男女共学となる。男子の制服は金ボタン5個の詰襟学生服。
- 1964年
  - 7月 - 現在地に校舎を移転する
  - 9月 - 校章、校歌を改めて制定する
- 1971年4月 - 新年度より男子校となる
- 1977年5月 - 校木「樟」を植樹する
- 1983年1月 - 新校舎が落成する
- 2010年4月 - 島田樟誠高等学校に校名を変更する
- 2016年4月 - 特別進学コースにのみ適用してきた土曜授業日を隔週で総合コースにも適用。これにより従来の授業日数に加え14日ほど増加する。
- 2018年4月 - 男女別学制から男女共学コース（特別進学コース・進学探求コース）になり、男子のみのキャリア探求コースへ変更となった。制服もEAST BOYブランドのブレザーへ改訂。
- 2019年４月-2019年度よりキャリア探求コース男女共学化。全コース男女共学となる。

## 設置されているコース
入試時に、第一希望のコースを決め受験をする。特別進学コースが第一希望の場合、特別進学コースの合格基準に達していなくても、進学探求コースの合格基準に達していれば進学探求コース合格となる。いわば、コース内併願制を取り入れている。
・特別進学コース（2018年度より男女共学）
国公立大学への進学を目的としたコース。難関私立にも対応。
・進学探求コース（2018年度より男女共学）
４年制大学・短期大学・専門学校への進学を目的としたコース。
・キャリア探求コース（2019年度より男女共学）
キャリア育成を目的としたコース。最終的には就職を目指す。
※どのコースでも進学・就職は可能ではあるが、コース変更不可。

## 著名な卒業生
- 増田信晃（元プロボクサー）
- 浅田信一（ヴォーカリスト）
- 小澤俊治（カッパ・クリエイト社長）